# Крокодилові

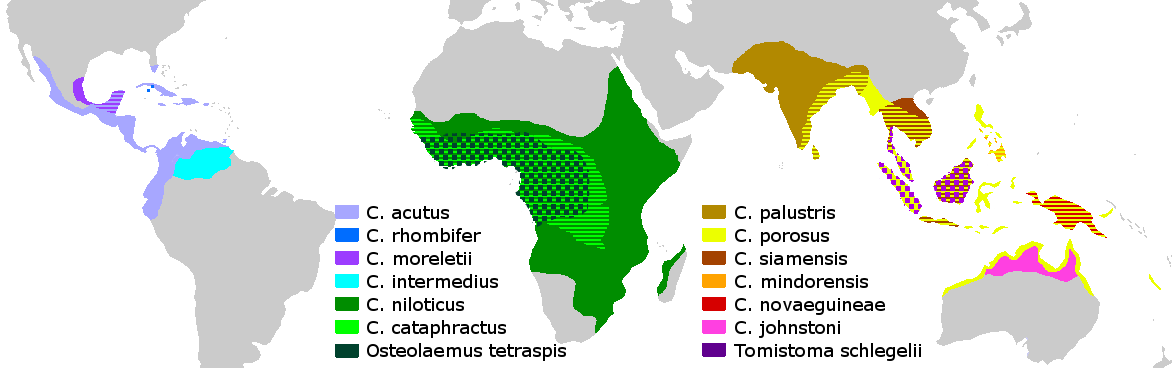
Distrubition of crocodiles

Крокодилові (Crocodylidae) — родина ряду крокодилоподібні (Crocodyliformes). Описано 17 видів.
Крокодилові — великі водні плазуни, що мешкають у тропічних районах Африки, Азії, Америки і Австралії. 
Крокодили здебільшого селяться в прісноводому середовищі — у річках, озерах, болотах і іноді в слабосолоній воді. Деякі види, виключно гребенястий або солоноводний крокодил Австралії, Південно-східної Азії і Тихоокеанських островів, часто живуть у напівсолоній воді біля морського берега та інколи випливають до моря. 
Представники родини крокодилових здебільшого харчуються хребетними тваринами: рибами, плазунами та ссавцями, іноді безхребетними: молюсками і ракоподібними, залежно від виду. 
Це дуже стара за походженням група, зовнішність цих тварин мало змінилася з часів динозаврів.